# Chondrilla setulosa
Chondrilla setulosa là một loài thực vật có hoa trong họ Cúc. Loài này được C.B.Clarke ex Hook.f. mô tả khoa học đầu tiên năm 1881.